# Elezioni parlamentari a Saint Lucia del 2021
Le elezioni parlamentari a Saint Lucia del 2021 si sono tenute il 26 luglio per il rinnovo della Camera dell'assemblea.

## Risultati
| Liste                            | Voti   | %     | Seggi |
| -------------------------------- | ------ | ----- | ----- |
| Partito Laburista di Saint Lucia | 43 799 | 50,14 | 13    |
| Partito Unito dei Lavoratori     | 37 481 | 42,91 | 2     |
| Partito Verde Nazionale          | 271    | 0,31  | –     |
| Indipendenti                     | 5 807  | 6,65  | 2     |
| Totale                           | 87 358 | 100   | 17    |